# Vissenbjerg Kommune
Vissenbjerg Kommune i Fyns Amt blev dannet ved kommunalreformen i 1970. Ved strukturreformen i 2007 blev den indlemmet i Assens Kommune sammen med Glamsbjerg Kommune, Haarby Kommune, Tommerup Kommune og Aarup Kommune.

## Tidligere kommune
Vissenbjerg sognekommune havde 5.179 indbyggere 1. januar 1970 og var dermed stor nok til at den ikke skulle lægges sammen med andre. Vissenbjerg Kommune bestod af Vissenbjerg Sogn fra Odense Herred og havde byerne Skalbjerg, Skallebølle og Vissenbjerg.

## Byer
| Kommunens største byer |             |                   |
| Nr                     | By          | Indbyggere (2025) |
| 1                      | Vissenbjerg | 3.251             |
| 2                      | Skallebølle | 707               |
| 3                      | Skalbjerg   | 575               |

## Borgmestre[3]
| Periode   | Navn          | Parti                       |
| --------- | ------------- | --------------------------- |
| 1970-1989 | Knud Friborg  | Socialdemokratiet           |
| 1990-1997 | John Jakobsen | Lokalliste                  |
| 1998-2001 | Ole Nielsen   | Det Konservative Folkeparti |
| 2002-2006 | Lene Due      | Socialdemokratiet           |